# Tufão Jebi (2018)
O tufão Jebi, conhecido nas Filipinas como tufão Maymay, foi o ciclone tropical mais forte a atingir o Japão desde Yancy em 1993, além do terceiro tufão mais caro já registado. A 26 de agosto Jebi formou-se como uma depressão tropical, antes de se tornar em 28 de agosto a vigésima primeira tempestade da temporada de tufões no Pacífico de 2018. Intensificou-se rapidamente em um tufão no dia seguinte e atingiu o seu pico de intensidade em 31 de agosto, depois de atingir as Ilhas Marianas Setentrionais. Jebi iniciou uma tendência de enfraquecimento lento em 2 de setembro e atingiu o território de Shikoku, e depois em 4 de setembro a região de Kansai no Japão.

## História meteorológica
Uma área de baixa pressão formada perto das Ilhas Marshall no início de 25 de agosto. Permaneceu sem um centro de circulação de baixo nível (LLCC) no dia seguinte; no entanto, o sistema desenvolveu ainda mais em 27 de agosto e a Agência Meteorológica do Japão (JMA) e o Joint Typhoon Warning Center o atualizaram para uma depressão tropical, com base no envolvimento persistente de convecção profunda em uma LLCC em consolidação. No início de 28 de agosto, o sistema foi atualizado para uma tempestade tropical, com a JMA atribuindo à tempestade o nome internacional Jebi. No dia 29 de agosto, a JMA elevou a tempestade para um tufão, depois de desenvolver um olho com uma densidade central densa e sofrer rápida intensificação. Jebi continuou a intensificar-se, tornando-se o terceiro supertufão da temporada e também o segundo supertufão equivalente da categoria 5 da temporada.
Em 4 de setembro, Jebi fez o seu primeiro desembarque sobre a parte sul da província de Tokushima por volta das 12:00 JST (03:00 UTC). Posteriormente, Jebi cruzou a Baía de Osaka e fez o seu segundo desembarque sobre Kobe, na província de Hyōgo, por volta das 14:00 JST (05:00 UTC), e depois mudou para as prefeituras de Osaka e Kyoto, antes de finalmente emergir brevemente no Mar do Japão. depois das 15:00 JST (06:00 UTC). Simultaneamente, uma frente fria formou-se a sudoeste do tufão, indicando o início de uma transição extratropical. Em 5 de setembro, depois que a JTWC emitiu um aviso final às 00:00 JST (15:00 UTC),  Jebi foi rebaixado para uma tempestade tropical severa às 03:00 JST (18:00 UTC), quando estava localizado próximo Península Shakotan de Hokkaido. A tempestade fez a transição completa para um ciclone extratropical de força de tempestade tropical na costa de Krai do Litoral, na Rússia, pouco antes das 10:00 VLAT (09:00 JST, 00:00 UTC). Mais tarde, o ciclone extratropical mudou-se para o interior. O terreno do Krai de Khabarovsk contribuiu para o enfraquecimento constante da tempestade, à medida que avançava para o interior noroeste e depois virava para o norte; O nível extratropical de Jebi passou para o nordeste de Ayan no início de 7 de setembro. O remanescente extratropical de Jebi continuou em direção ao norte e depois virou para nordeste, antes de se dissipar no início de 9 de setembro sobre o Oceano Ártico.

## Impacto
| Rank   | Tufão     | Temporada | Prejuízos (US USD) |
| ------ | --------- | --------- | ------------------ |
| 1      | Mireille  | 1991      | 10 000 000 000 $   |
| 2      | Hagibis   | 2019      | 15 000 000 000 $   |
| 3      | Jebi      | 2018      | 12 600 000 000 $   |
| 4      | Songda    | 2004      | 9 300 000 000 $    |
| 5      | Fitow     | 2013      | 10 400 000 000 $   |
| 6      | Lekima    | 2019      | 9 280 000 000 $    |
| 7      | Saomai    | 2000      | 6 300 000 000 $    |
| 8      | Prapiroon | 2000      | 6 140 000 000 $    |
| 9      | Bart      | 1999      | 5 750 000 000 $    |
| 10     | Rammasun  | 2014      | 8 030 000 000 $    |
| Fonte: |           |           |                    |

### Taiwan
O tufão Jebi trouxe grandes ondas para a costa leste do Taiwan nos dias 2 e 3 de setembro, quando voltou ao nordeste das Ilhas Ryūkyū. Em 2 de setembro, na Praia Misteriosa, no distrito de Nan'ao, no condado de Yilan, foram relatados incidentes mortais envolvendo ondas grandes em 2 de setembro, causando 5 fatalidades; a outra morte também ocorreu na praia de Neipi, no município de Su'ao. Na manhã seguinte, também na praia de Neipi, uma mulher de meia idade também foi arrastada pelas ondas; no entanto, foi relatado que ela entrou nas ondas e ficou no oceano, presumidamente uma ação suicida.

### Japão

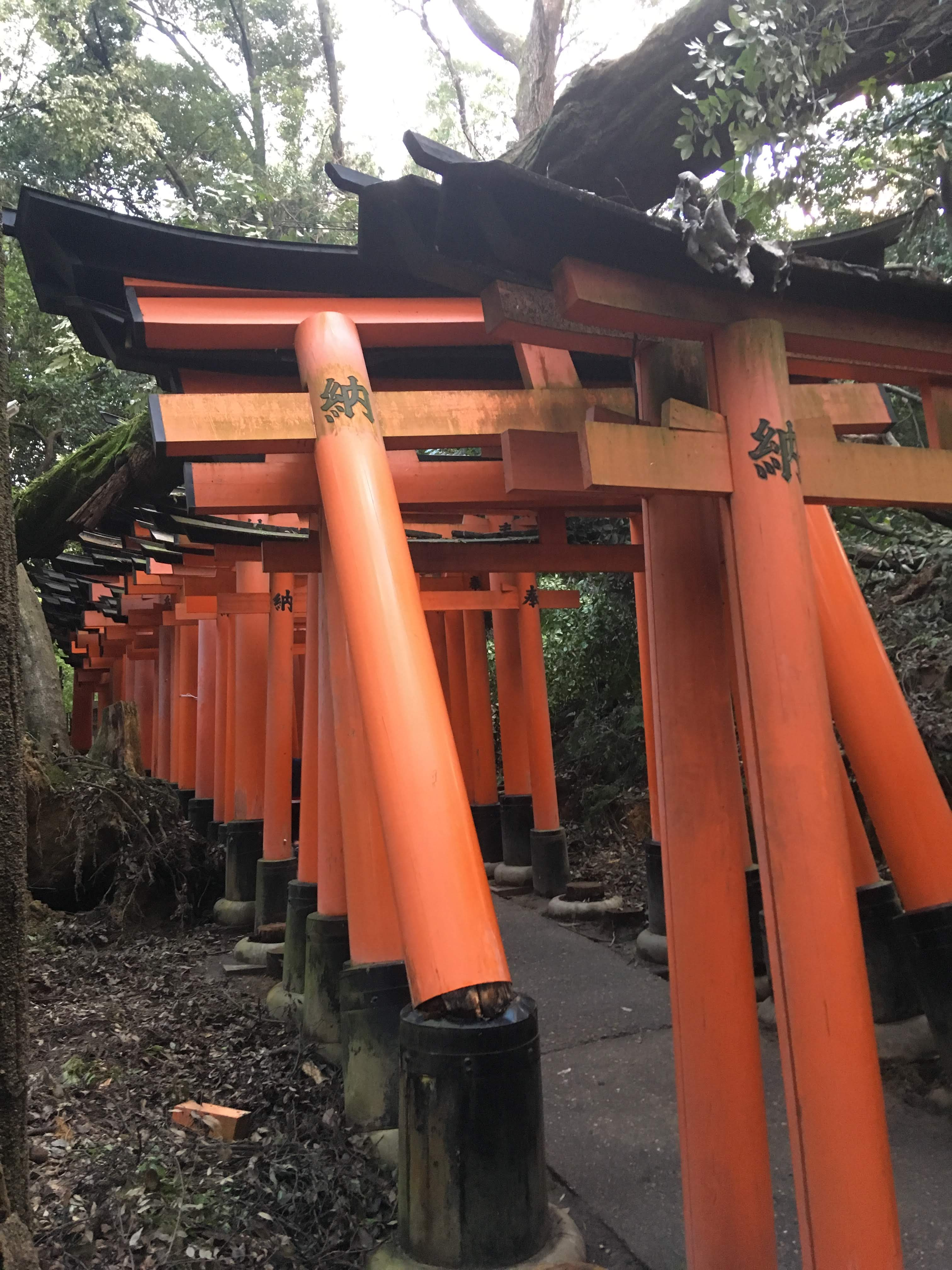
Os torii do santuário de Fushimi Inari-taisha em Kyoto, depois que algumas árvores caíram sobre ele.

O tufão Jebi foi o ciclone tropical mais intenso a atingir o Japão desde o tufão Yancy em 1993, causando danos significativos na região de Kansai. Pelo menos 11 mortes e mais de 600 feridos foram relatados em toda a região. O Aeroporto Internacional de Kansai, um dos centros de transporte mais importantes do Japão, foi completamente fechado por causa das inundações. Um navio-tanque colidiu com a Sky Gate Bridge R e a danificou gravemente, cortando a estrada que liga ao aeroporto e deixando mais de 3.000 viajantes e funcionários apeados.
O tufão quebrou os registos históricos de ventos máximos sustentados de 10 minutos em 53 estações meteorológicas e o registo da máxima rajada de 100 estações meteorológicas no Japão, principalmente, em 4 de setembro. Os ventos sustentados de Jebi mais fortes foram gravadas em Cabo Muroto, a 48.2 m/s (174 km/h), embora o prazo máximo de rajada de 55.3 m/s (199 km/h) foi classificada em terceiro lugar. Em Kankujima (a ilha do Aeroporto Internacional de Kansai), os ventos máximos sustentados de 46.5 m/s (167 km/h) foram classificadas em segundo lugar e a rajada máxima de 58.1 m/s (209 km/h) foi classificada em primeiro lugar, significativamente maior do que os registos anteriores (a partir de Tufão Cimaron, apenas 12 dias antes) para o aeroporto. No centro da cidade de Wakayama, os ventos máximos sustentados de 39.7 m/s (143 km/h) e a rajada máxima de 57.4 m/s (207 km/h) também foram registados. Mesmo em Chuo-ku, o centro financeiro de Osaka, com a excepcional rajada máxima de 47.4 m/s (171 km/h) foi gravado. Jebi também produziu um máximo de tempestade de 3.29 m (10.8 ft) em Osaka, superando o recorde anterior de 2.93 m (9.6 ft) a partir da 2ª Tufão Muroto (Tufão Nancy), em 1961.
As perdas econômicas totais no Japão foram estimadas em US$ 12,6 mil milhões.